# Survival City
Survival City (Serientitel in den USA: CinemaScope Specials (Second Series #19): Survival City) ist ein US-amerikanischer Kurzfilm aus dem Jahr 1955 von Anthony Moto. Der Produzent des Films Edmund Reek wurde für seine Produktion mit einem Oscar ausgezeichnet.   

## Inhalt
Thematisiert werden die Auswirkungen, die der Abwurf einer Atombombe auf eine amerikanische Stadt hat, und die Folgen, die damit einhergehen.   

## Produktionsnotizen
Der im September 1955 fertiggestellte Film der Twentieth Century Fox Corporation wurde kurz darauf veröffentlicht. Das Filmplakat warb mit dem Slogan: „Sehen und hören Sie, atomarer Einsatz, als seien Sie persönlich dabeigewesen. Tatsächlich gefilmt von Movietone in Survival City, Nevada.“

## Auszeichnung
Edmund Reek wurde mit dem von ihm produzierten Film auf der Oscarverleihung 1956 mit einem Oscar in der Kategorie „Bester Kurzfilm“ (1 Filmrolle) ausgezeichnet.